# 湖源乡 (杭州市)
湖源乡，中国浙江省西北部杭州市富阳区下辖的一个乡。	

## 行政区划
现辖：
新一村、杨家坞村、窈口村、石龙村、上臧村、新二村、新三村、双喜村、新绿村和常南村。